# Arikapú
L’arikapú est une langue macro-jê jabuti parlée par seulement 6 personnes en 1998 dans l’État de Rondônia au Brésil.

## Écriture
| a | ä | b | d | dj | e | h | i | ï | k | ’ | m | n | o | p | r | t | tx | u | ü | y | w |

La nasalisation est indiquée avec le tilde sur la voyelle : ‹ ã ä̃ ẽ ĩ õ ũ ›.